# Lutz Schelhorn
Lutz Schelhorn (* 1959 in Stuttgart) ist ein deutscher Künstler, Fotograf und Autor.  Er war langjähriger Präsident der Stuttgarter Hells Angels.

## Leben
Schelhorn wuchs in Stuttgart als Sohn eines Ingenieurs auf. Nach der Realschule machte er eine Lehre zum Kfz-Mechaniker. Ende der 1970er schloss er sich dem Club Hammers of Hell an, der ab 1978 Verbindungen zu den Hells Angels aufbaute und 1981 das zweite Charter in Deutschland eröffnete.
2003 beschloss er, seinen bisherigen Beruf aufzugeben, und wurde Fotograf mit eigenem Atelier in Stuttgart. Zu seinen Fotoprojekten gehört die Reihe Die Chemie der Erinnerungen, die Bilder vom Bahnhof Stuttgart Nord umfasst. Diese sollen an die Deportationen zur Zeit des Nationalsozialismus erinnern. Für das Fotoprojekt Stuttgart von unten, eine Dokumentation über Obdachlose in Stuttgart, erhielt er den Solidaritätspreis der Caritas Stuttgart.
Lutz Schelhorn hat zwei Bildbände mit seinen Arbeiten veröffentlicht. Der erste Bildband mit dem Titel Stuttgart Hauptbahnhof. Eins vor 21 aus dem Jahr 2010 wurde zusammen mit Petra von Olschowski erstellt und dokumentiert den alten Hauptbahnhof Stuttgart vor Beginn der Arbeiten zu Stuttgart 21. Der zweite Bildband befasst sich mit den Hells Angels Deutschland und trägt den Titel Die letzten Krieger – Deutsche Hells Angels im Fokus.
Schelhorns Arbeiten sind auch in verschiedenen Publikationen zu sehen. So fertigte er Fotos für verschiedene Bikerzeitschriften wie Bikers News oder Tätowiermagazine an, aber auch für den Stern, Focus Online oder die Stuttgarter Zeitung.
Am 22. Januar 2014 wurde der Dokumentarfilm Ein Hells Angel unter Brüdern mit und über Lutz Schelhorn beim Max-Ophüls-Filmfestival in Saarbrücken uraufgeführt.

## Werke
- Die letzten Krieger. Hamburg: facko81.company 2012. ISBN 978-3-9812466-4-3
- Stuttgart Hauptbahnhof. Eins vor 21. Stuttgart: Edition Randgruppe, 2010
- Die Chemie der Erinnerung. Katalog 2006. Zusammen mit Stefan Mellmann
- Fotos im Fenster. Katalog 2021. Stuttgart VBKW. ISBN 978-3-948492-09-0

## Ausstellungen
- 2021: DER DIE DAS Unberechenbare, Gruppenausstellung des Verband Bildender Künstler und Künstlerinnen Baden-Württemberg
- 2021: Fotos im Fenster, Die Straßen der Altstadt werden zur Galerie, Ausstellung während des Lockdowns Anfang 2021 in der Stuttgarter Leonardsvorstadt
- 2020: Und die Welt steht still, Gruppenausstellung des Verband Bildender Künstler und Künstlerinnen Baden-Württemberg
- 2019: Abgrenzungen, Gruppenausstellung des Verband Bildender Künstler und Künstlerinnen Baden-Württemberg
- 2018: out of space – into the city, Gruppenausstellung des Verband Bildender Künstler und Künstlerinnen Baden-Württemberg
- 2013: Die letzten Krieger, Einzelausstellung im Theater Rampe Stuttgart
- 2011: Stuttgart Hauptbahnhof 1 vor 21, Einzelausstellung im Stuttgarter Rathaus
- 2010: Zu Gast im Haus der Kunststiftung: Lutz Schelhorn – Analoge Fotokomposition, Haus der Kunststiftung Baden-Württemberg. Zu der Ausstellung erscheint ein hochwertiger Fotoband zum Projekt.
- 2010: Die Neuen, Gemeinschaftsausstellung des VBKW, in einer Gemeinschaftsausstellung des Verbandes Bildender Künstler und Künstlerinnen Württemberg werden fünf neue Mitglieder vorgestellt, unter anderem Lutz Schelhorn mit seiner Serie „Die Welt im A-Block, Stuttgart zwischen Armut und Anarchie.“ Gruppenausstellung mit Ubbo Enninga, Ute Kunze, Hanjo Schmidt, Monika Walter und Jan F. Welker
- 2009: Perspektiven, Gruppenausstellung, Diakonischen Werk Württemberg
- 2008: Perspektiven, Gruppenausstellung, Stiftung Lichtenstern
- 2008: Pauline, Gruppenausstellung, Cité Internationale des Arts Paris
- 2007: meine Heimat ist Mehr, Forum der LBBW, Einzelausstellung im Rahmen des jes-projektes der Landesstiftung BW
- 2007: obdachlos – heimatlos?, FOKUS 0711, Rathaus Stuttgart, Gruppenausstellung u. a. mit Marcella Müller, Boris Schmalenberger, Volker Schrank und Stefan Zirwes.
- 2007: meine Heimat ist Mehr, Einzelausstellung in der Galerie eigen.art in Stuttgart
- 2007: Querschnitt, Einzelausstellung in der Art Gallery Festl & Maas, Reutlingen
- 2007: Stuttgarts Blues, Gruppenausstellung u. a. mit Claus Rudolph in den Wagenhallen Stuttgart
- 2006: Die Chemie der Erinnerung, Projekt in Zusammenarbeit mit Stefan Mellmann
- 2006: 99 × 5 Sekunden, Diashow im Rahmen des Kunstprojektes „Vorfahrt“ in Stuttgart
- 2006: Einblicke, Einzelausstellung im Theater Rampe Stuttgart
- 2005: augen.blicke, Einzelausstellung im Zisterzienserkloster Langwaden
- 2005: Pauline, Einzelausstellung in den Wagenhallen Stuttgart